# Brottsplats New York
Brottsplats New York (engelska New York Homicide) är en amerikansk dokumentär- och kriminalserie från 2022 vars första säsong består av 12 avsnitt och som hade premiär på TV4 den 18 april 2023. Serien hade premiär USA i januari 2022, och har blivit förnyad med en andra säsong.

## Handling
Serien kretsar kring några av de mest chockerande mordfallen i New York, och djupdyker i fallen. Det rör sig om brott försatte staden i chock serien följer jakten på sanningen bakom dessa brott.

## Roller i urval
- Katy Wilson - Helen Mintiks
- Michael Lepre - Detektiv
- William Shipman - Frederick
- Dan Carolan - Detektiv Marooney
- Avery Barrett - Clare Higgins